# Michael Euler-Schmidt

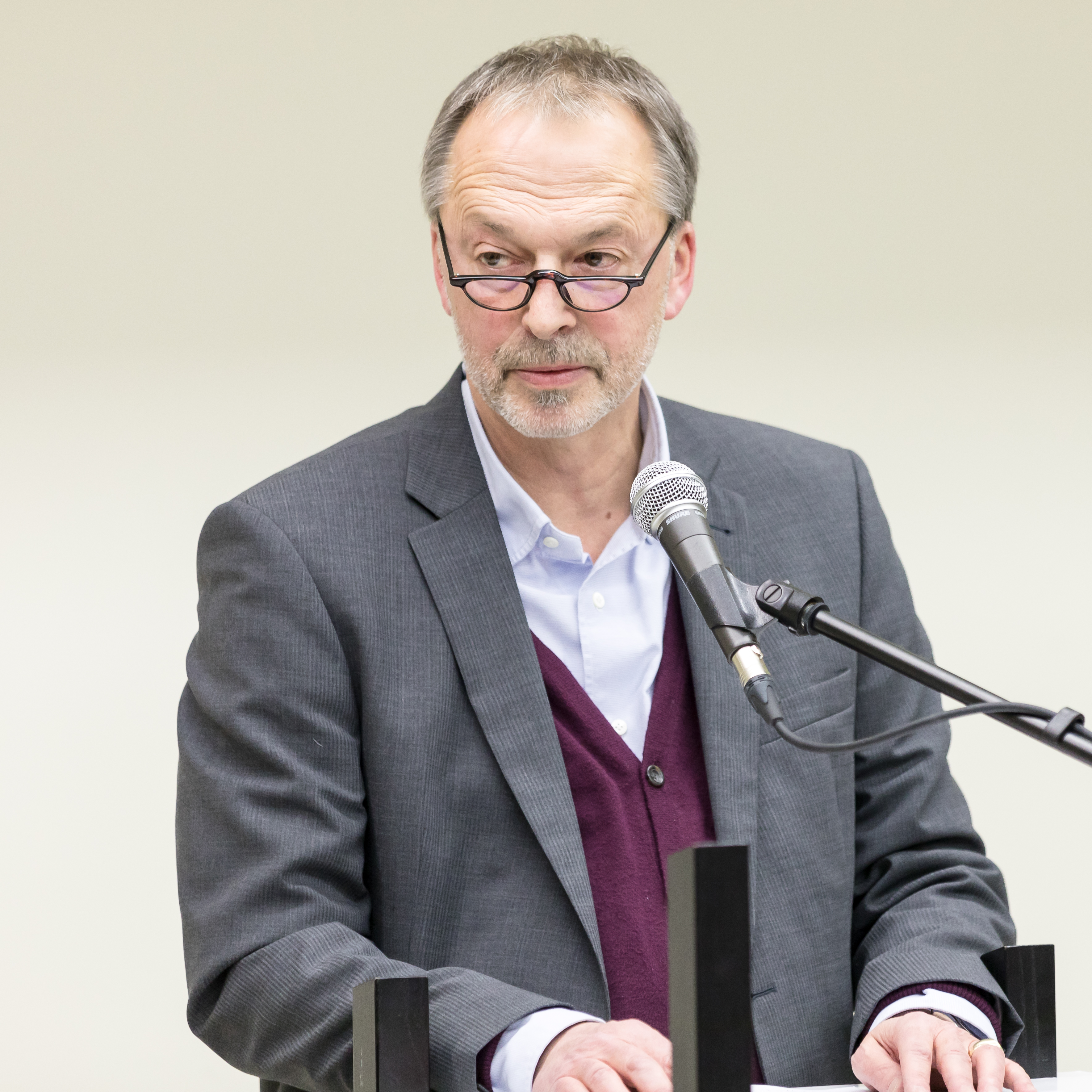
Michael Euler-Schmidt 2017

Michael Euler-Schmidt (* 1953 in Dillenburg) ist ein deutscher Kunsthistoriker, Germanist und Theaterwissenschaftler. Er war langjähriger Kurator, Leiter der Abteilung zur Pflege und Erforschung des Kölnischen Brauchtums und von 2009 bis 2010 kommissarischer Direktor des Kölnischen Stadtmuseums. 
Euler-Schmidt studierte in Berlin und war in Düsseldorf tätig, bevor er als Mitarbeiter zum Stadtmuseum stieß, wo er seit den 1980er Jahren zahlreiche Ausstellungen kuratierte. 1985 bis 1986 leitete er in Vertretung von Paul von Naredi-Rainer für ein Jahr das Rheinische Bildarchiv.
Er ist Autor und Herausgeber von Publikationen zu Kunst, Geschichte und Brauchtum und wurde 2017 mit dem Kulturpreis der deutschen Fastnacht ausgezeichnet. Von 2011 bis 2019 agierte er als Geschäftsführer des Vereins Freunde und Förderer des Kölnischen Brauchtums.
Ende 2019 ging Euler-Schmidt als Mitarbeiter des Stadtmuseums in Ruhestand.

## Veröffentlichungen (Auswahl)

### Als Autor
- Peter Strausfeld (1910-1980) : ein Kölner Künstler in der Emigration. 1.  Auflage. J.P. Bachem, Köln 1987, ISBN 3-7616-0882-9.
- Werner Schäfke (Hrsg.): Kölner Maskenzüge : 1823-1914. Greven, Köln 1991, ISBN 3-7743-0260-X.
- mit Ralf Bernd Assenmacher, Werner Schäfke: 175 Jahre … und immer wieder Karneval. [anläßlich der Ausstellung 175 Jahre ... und Immer Wieder Karneval im Kölnischen Stadtmuseum, (9.12.1997-23.2.1998)]. Bouvier, Köln 1997, ISBN 3-416-02735-3.
- Jupp Lückeroth 1919-1993 : ein Kölner Maler des Informel. Köln 2000, ISBN 3-9804742-7-5.
- Bräuche in Köln gelebt. 1. Auflage, neue Ausgabe. Marzellen Verlag, Köln, ISBN 978-3-937795-42-3, S. 2017.

### Als Herausgeber
- Catharina Berents: Marta Hegemann, 1894-1970 : Leben und Werk. [anlässlich der Ausstellung Marta Hegemann - Retrospektive (31. August bis 7. Oktober 1990) im Kölnischen Stadtmuseum]. Kölnisches Stadtmuseum, Köln 1990, ISBN 3-927396-32-X.
- Modeste Zur Nedden: Otto H. Gerster (1907-1982) : Einblicke in ein Lebenswerk. [anlässlich der Ausstellung Otto H. Gerster (1907 - 1982) - Einblicke in ein Lebenswerk im Kölnischen Stadtmuseum (16.2. - 14.4.1991)]. Kölnisches Stadtmuseum, Köln 1991, ISBN 3-927396-36-2.
- Wolfgang Niedecken: Pissjääl & Kackbrung : vom Umgang mit Material und Farbe. 1.  Auflage. Steidl, Göttingen 1994, ISBN 3-88243-267-5.
- Hann Trier : Werkverzeichnis der Gemälde 1990–1995. [anläßlich einer Ausstellung im Kölnischen Stadtmuseum/Kölnische Galerie, Köln, 20. Mai bis 13. August 1995 und im Weißen Saal des Knobelsdorff-Flügels des Schlosses Charlottenburg, Berlin, 31. Oktober bis 2. Dezember 1995]. Wienand, Köln 1995, ISBN 3-87909-414-4.
- Kölner Karnevalsmuseum : Tradition, Faszination, Vielfalt. 1.  Auflage. Bachem, Köln 2005, ISBN 3-7616-1918-9.
- mit Marcus Leifeld: Der Kölner Rosenmontagszug : 1823-1948. Hrsg.: Festkomitee des Kölner Karnevals von 1823. 1.  Auflage. Bachem, Köln 2007, ISBN 978-3-7616-2062-5.